# Радивое Любинкович
Радивое Любинкович (на сръбски: Радивоје Љубинковић) е сръбски археолог и византинист.

## Биография
Роден е на 31 януари 1910 година в Шабац. Любинкович изследва средновековието на областта Македония. Автор е на първото монографично изследване, посветено на църквата „Свети Георги“ в Курбиново. Ръководи разкопките в охридската катедрала „Света София“ и публикува труд за средновековната живопис в града. Пише върху историята на Охридската архиепископия.
Умира на 22 октомври 1979 година в Белград.